# Le treizième est toujours Judas
Pour plus de détails, voir Fiche technique et Distribution.
Le treizième est toujours Judas (Il tredicesimo è sempre Giuda) est un western spaghetti italien sorti en  1971, réalisé par Giuseppe Vari sous le pseudonyme de Joseph Warren,.

## Synopsis
Sonora, Mexique. Le capitaine Ned Carter, ancien officier confédéré, attend Mary Belle pour l'épouser. Les préparatifs de la fête se font avec ses anciens camarades. A l'arrivée de la diligence d'El Paso, Ned découvre qu'elle a été assassinée, avec tous les passagers. Les raisons de ces meurtres ne sont pas évidentes, et tout devient encore plus sombre quand d'autres meurent dans des circonstances étranges.

## Fiche technique
- Titre français : Le treizième est toujours Judas ou Le Treizième, un traître[3]
- Titre original italien : Il tredicesimo è sempre Giuda
- Genre : Western spaghetti
- Réalisateur : Giuseppe Vari (sous le pseudo de Joseph Warren)
- Scénario : Adriano Bolzoni, Giuseppe Vari (non crédité)
- Production : Castor Film
- Photographie : Angelo Lotti
- Montage : Giuseppe Vari
- Musique : Carlo Savina
- Maquillage : Corrado Blengini
- Année de sortie : 1971
- Durée : 93 minutes
- Format d'image : 2.35:1
- Pays :  Italie
- Distribution en Italie : Indipendenti regionali
- Date de sortie en salle en France : 17 mars 1974[3]

## Distribution
- Donald O'Brien : Ned Carter
- Maurice Poli : Tim
- Dino Strano (sous le pseudo de Dean Stratford) : Joe
- Maily Doria : Emilia[4]
- Fortunato Arena : le juge Stump
- Giuseppe Castellano : Slim
- Adriana Giuffrè : Mary Belle Owens[4]
- Attilio Dottesio : général
- Franco Pesce (en) : photographe